# Castello di Gragnano
Il castello di Gragnano è stata una struttura militare in uso dal X secolo fino alla caduta del ducato amalfitano; sono visibili solo alcuni resti, come una porta d'ingresso, parti di mura di cinta e qualche torre.

## Storia e descrizione

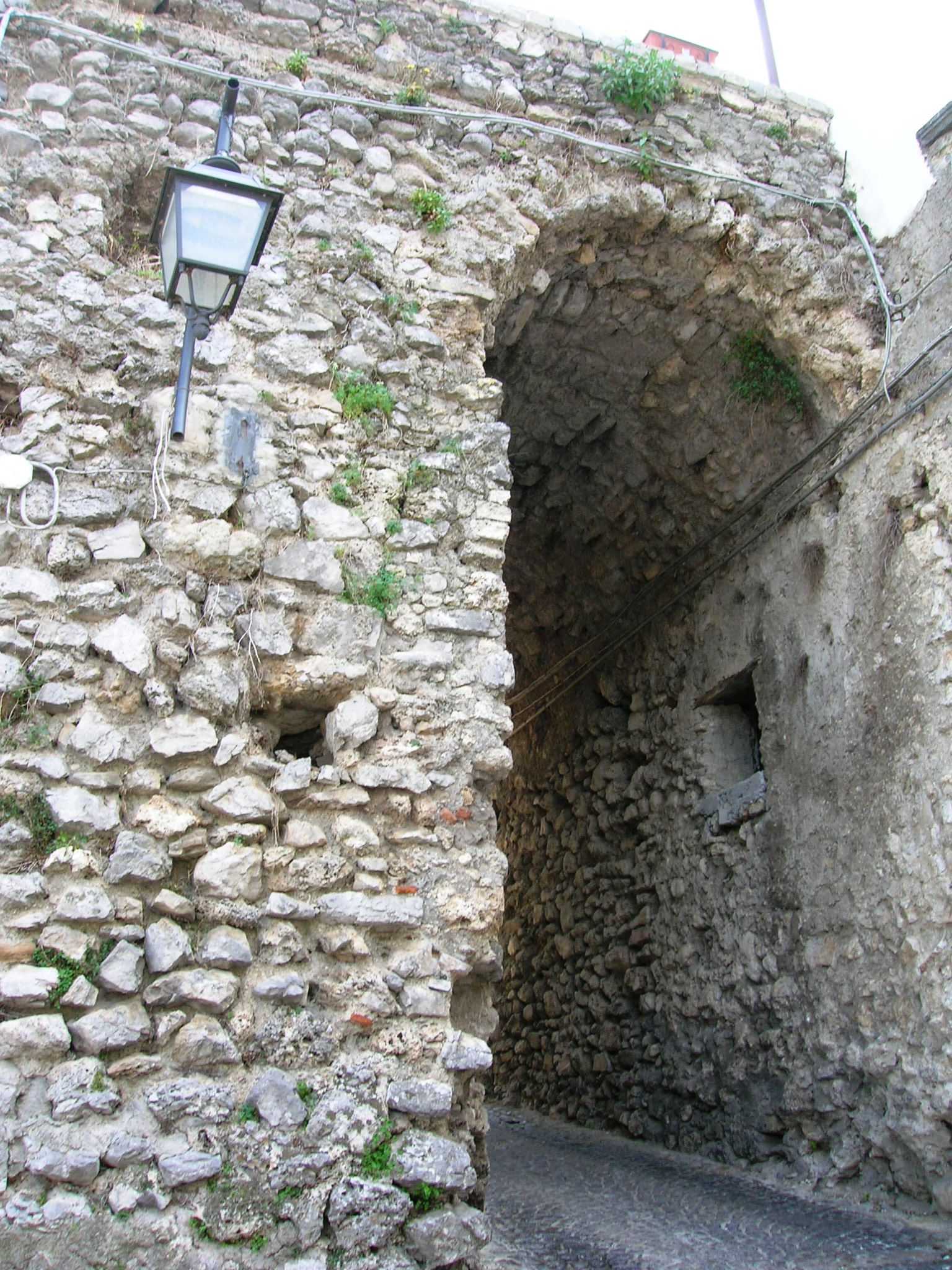
Porta

Il castello fu edificato verso il X secolo, in un luogo dove probabilmente prima sorgeva un oppidum romano, dagli Amalfitani, per lo stesso motivo per cui avevano costruito il vicino castello di Lettere, ossia quello di difendere il territorio del loro ducato da possibili incursioni da parte dei Longobardi e dei Normanni, che minacciavano dal golfo di Napoli. Secondo un'altra ipotesi invece, il castello potrebbe essere stato costruito nel 1075 da Roberto il Guiscardo, un principe normanno, che per diversi anni era riuscito ad impossessarsi di alcuni territori degli Amalfitani. I primi documenti in cui viene fatto chiaro riferimento al castello risalgono al 1077, quando nel Codice Amalfitano, la struttura è descritta come nel pieno delle sue potenzialità; nel XIII secolo raggiunse l'apice del suo splendore, diventando il centro politico e religioso di Gragnano, con la sede dell'arcipretura e di una chiesa. Con la caduta del ducato di Amalfi il castello perse la sua funzione difensiva ed il borgo che si era creato al suo interno andò pian piano a spopolarsi, soprattutto con lo spostamento a valle delle maggiori attività commerciali: tuttavia ancora oggi diverse centinaia di persone risiedono nel borgo, che ha mantenuto in parte il suo aspetto medievale.
Il castrum granianense, così era in origine chiamato il borgo all'interno del castello, sorgeva in posizione strategica, dominando la valle dei Mulini ed era protetto da tre cinte murarie: la prima percorreva l'intera vallata, la seconda, caratterizzata da dodici torri e tre porte d'ingresso, cingeva il borgo e la terza, rappresentava il vero e proprio castello, contraddistinto da un maschio, poi abbattuto per far spazio ad una chiesa; di queste strutture rimangono solo una porta a volta e alcuni resti di torri. Resta invece ben visibile l'impianto viario, con un decumano lungo circa centotrenta metri, che collegava due porte e alcune strette strade secondarie, larghe appena per permettere il passaggio di un mulo e denominate coi i nomi dei lavori che si svolgevano. Nella piazza principale del castello era posta la chiesa di Santa Maria dell'Assunta, ancora oggi esistente.